# 歌賦街

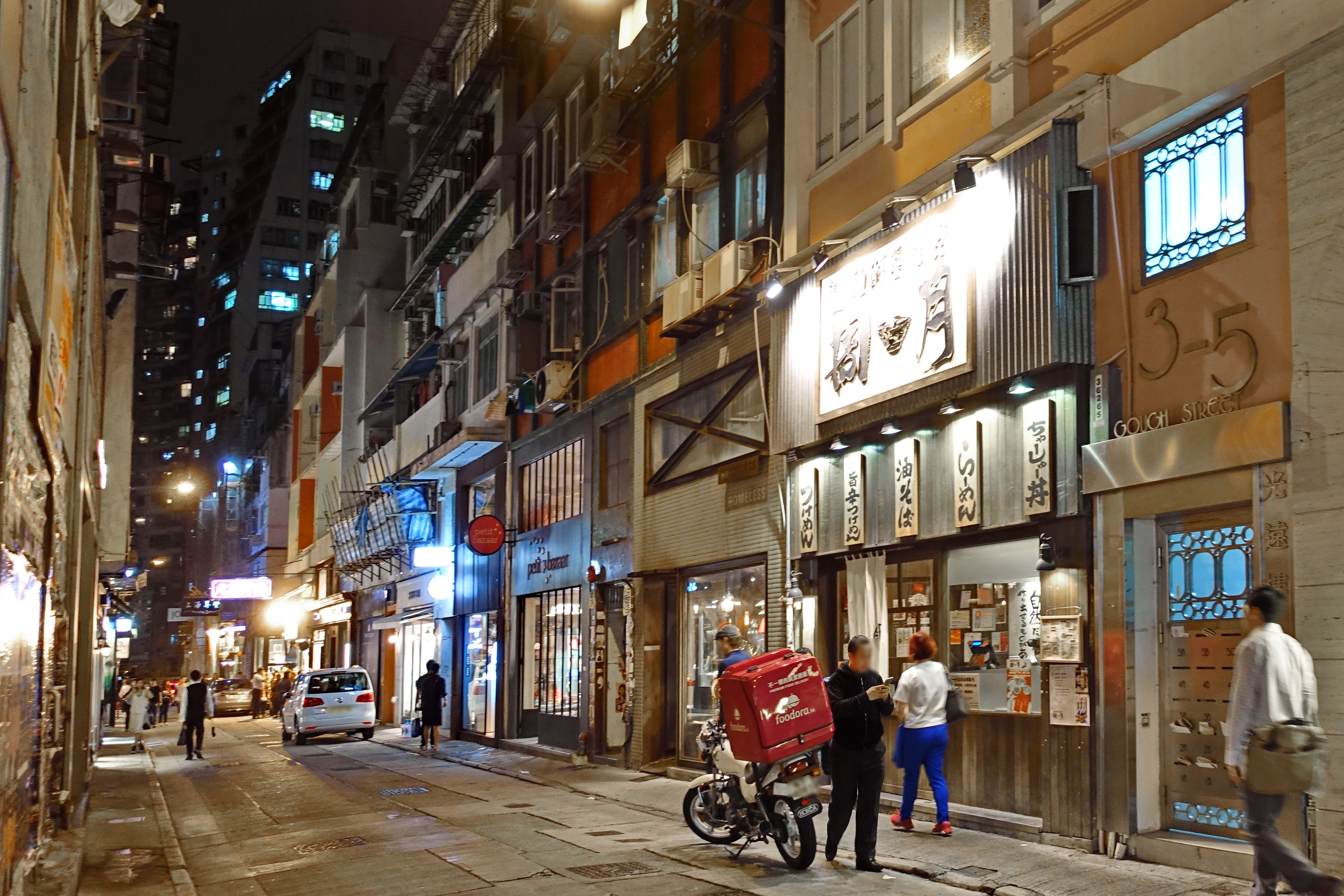
晚上的歌賦街近鴨巴甸街的一段

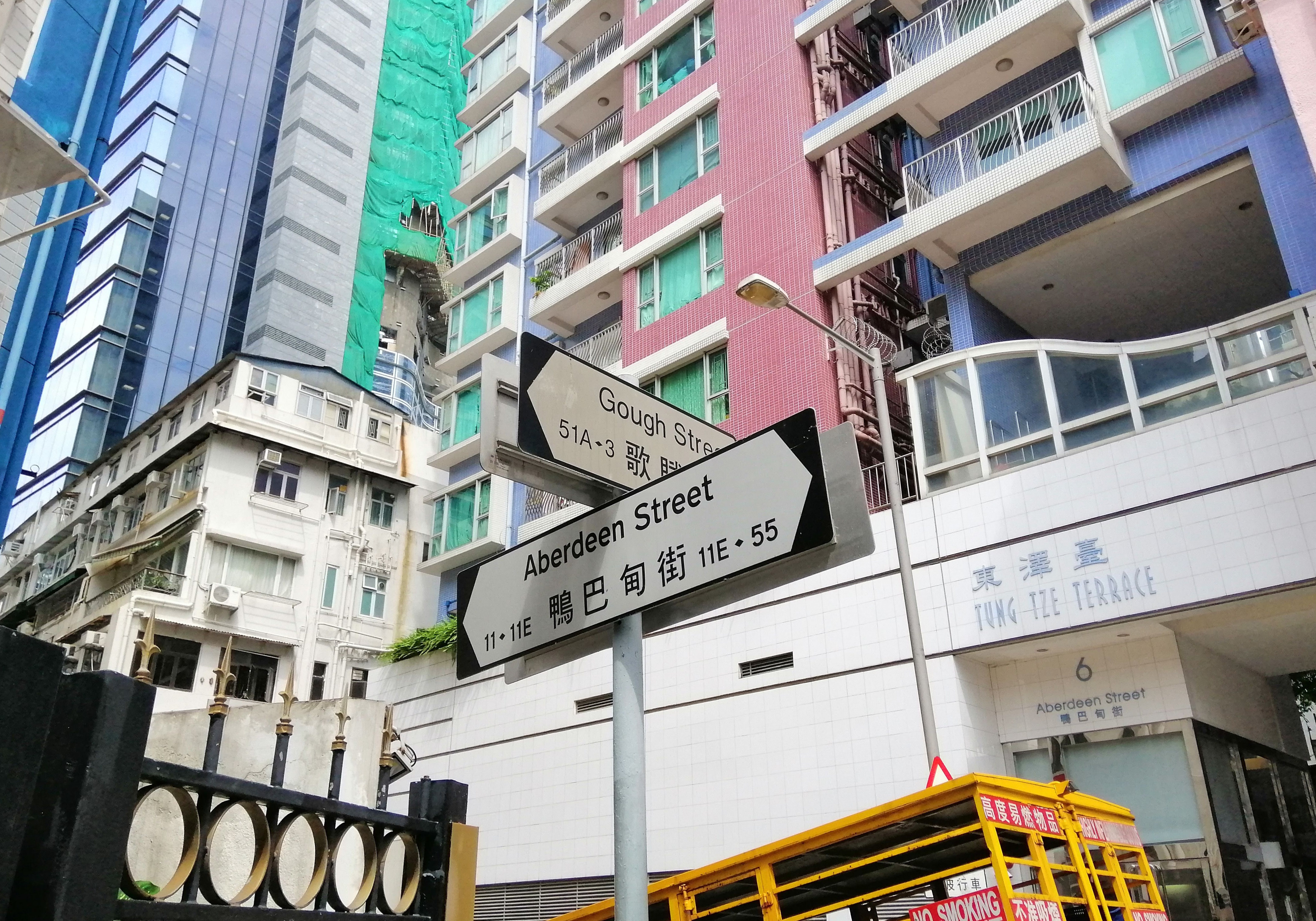
鴨巴甸街與歌賦街交界

歌賦街（英語：Gough Street）是在香港上環的一條街道，東接鴨巴甸街，西接城皇街。
自從鄰近的中環蘭桂坊及中環蘇豪區食店租金成天價之後，此處西式餐廳開始出現，成為上環一個美食區，吸引到不少名人光顧。而近年中環整體街舖租戶變化很大，現時新租戶以國際連鎖時裝店及潮流家居擺設裝飾等店舖為主。

## 命名
歌賦街之道路，自1840年開闢，命名來自當年英國來華之海軍少將休·歌賦（Hugh Gough）。

## 歷史
香港開埠初期，香港政府將華人與洋人生活的地方分開，歌賦街即位於分界線以西的華人聚居地，亦因這個原因，使這裏有不少俗稱「卜卜齋」的私塾和學校。清朝末年時期，四大寇常在香港上環歌賦街楊鶴齡祖產商店「楊耀記」處會面並議論中國時政，大談反清大事。此外，曾經位於歌賦街44號的香港首間官立學校中央書院，是中華民國國父孫中山先生曾接受教育的地方。
歌賦街是香港報業發祥地之一，第一份華資中文日報《循環日報》就在這裏創立，1950-60年代《真報》、《紅綠日報》和《粵華報》都在歌賦街開辦報館。街道亦主打商戶的印刷公司，惟現在只剩一間。至1980年代起，不少餐廳進駐，逐漸發展成為中環蘇豪區的延伸。

## 相關
- 九記牛腩
- 中央書院
- 元創方
- 荷李活道
- 華庭
- 歌賦節